# Iwogumoa longa
Iwogumoa longa är en spindelart som först beskrevs av Wang, Tso och Wu 200.  Iwogumoa longa ingår i släktet Iwogumoa och familjen mörkerspindlar.
Artens utbredningsområde är Taiwan. Inga underarter finns listade i Catalogue of Life.